# Sitio de Játiva (1707)
El asedio de Játiva fue uno de los episodios de la guerra de sucesión española en el Reino de Valencia. Tuvo lugar entre el 8 de mayo y el 6 de junio de 1707. Entre 9000 y 11 000 castellanos y franceses bajo el mando de Felipe de Borbón y dirigidas por Claude François Bidal d'Asfeld y José Antonio de Chaves Osorio se enfrentaron a un ejército aragonés y otro británico con unos 2000 hombres bajo el mando de Miguel Purroi y Josep Marco. Las fuerzas franco-castellanas salieron victoriosas y los defensores de la ciudad fueron sometidos a un castigo ejemplar. La mayoría del resto de los habitantes de la ciudad fueron deportados a la región de La Mancha y la ciudad fue incendiada y renombrada como «San Felipe». En referencia a este episodio en su historia, los habitantes de Játiva son apodados «socarrats» (el quemado de la Paella).

## Antecedentes
Previendo la muerte de Carlos II sin descendencia, las principales potencias europeas propusieron un príncipe elector de Baviera, con el consiguiente reparto de posesiones entre estas potencias. Pero Carlos II en el último testamento antes de morir propone a Felipe de Anjou. Felipe entró en Barcelona el 2 de octubre y las Cortes finalmente se cierran el 14 de enero de 1702 con el juramento de las constituciones catalanas por el Rey. Los aliados proponen el Archiduque Carlos y empiezan las hostilidades.
Los británicos tomaron Gibraltar y en agosto de 1705 el archiduque embarca en Lisboa en dirección al Mediterráneo. Se detiene a Altea donde fue proclamado Rey y la revuelta valenciana de los maulets se extendió liderada por Juan Bautista Basset. Mientras tanto, y espoleados constantemente por el príncipe Jorge de Darmstadt, pelotones armados cerraron el paso de los borbónicos a la plana de Vich y en la Batalla de Montjuic capturaron la fortaleza, que fue fortalecida y usada para bombardear la ciudad de Barcelona que, rodeada de las tropas aliadas de Lord Peterborough capituló el 9 de octubre de 1705, por lo que el 22 de octubre entró en Barcelona el Archiduque Carlos; el 7 de noviembre de 1705 juró las constituciones catalanas y fue nombrado Carlos III. Lord Peterborough avanzaba hacia Valencia a finales de año y el archiduque controlaba la mayor parte de Cataluña y el Reino de Valencia.
Entretanto, los borbones se reorganizan y su ejército avanzó por tierra desde Lérida y Gerona, y por el mar, en dirección a Barcelona. Felipe V había perdido los territorios de las Provincias Unidas, Milán y el Reino de Nápoles. Sin embargo, los felipistes recibían refuerzos castellanos y tropas comandadas por el Duque de Berwick y forzaron al ejército austracista a abandonar Madrid y refugiarse en el País Valenciano. El ejército aliado se retiró fustigado por el ejército borbónico; finalmente deciden plantar cara y forman sus ejércitos ante Almansa, donde son derrotados.
Las tropas borbónicas se separaron en dos brazos, el del Duque de Berwick avanzó por País Valenciano y tomó el 8 de mayo Requena, Buñol y Valencia sin resistencia, y la de François Bidal de Asfeld se ocupó de tomar el sur, con sus objetivos a Játiva, Gandia y Alcoy.

## La defensa
Poco después de la batalla de Almansa, el militar inglés Galway pasó por Játiva con sus tropas que huían de la derrota. Entonces Onofre Assio, gobernador de Játiva, al saber el resultado de la batalla le pidió ayuda para defender la ciudad que resultaba evidente que iba a ser uno de los siguientes objetivos borbónicos, pero Galway le respondió que no había nada que hacer, que él se retiraba a Cataluña y lo mejor era que saliera al paso de los borbónicos y les ofreciera sin resistencia la ciudad. Assio estaba resuelto a hacerlo pero la noticia se esparció por la ciudad y provocó gran malestar. Los Jurados escribieron al virrey de Valencia, el Conde de Corzana, donde le manifestaban las intenciones de Onofre en contra de la voluntad popular. Entonces Corzana destituyó a Onofre y puso al aragonés Miguel Purroi en su lugar. Este llegó a la ciudad en torno al 30 de abril y fue recibido con gran alegría por parte de la población. Purroi hizo un discurso público que animaba a la defensa de la ciudad y se comprometía a la defensa hasta las últimas consecuencias. Purroi mandó reforzar las defensas, construir barricadas y obstruir todas las calles. Se hicieron agujeros pequeños en muchos edificios, para poder disparar desde allí. Miñana dice que Purroi movilizó, incluso, a los frailes de los conventos para trabajar en las defensas y dándoles armas para que participaran en ella. Todos los pro-borbónicos, fueron encarcelados en el castillo.

### Los defensores
Entre los defensores había civiles y algunos religiosos. Sin embargo, hay que tener presente que Játiva era la capital de la Gobernación del Jucar por lo que tenía sus propias milicias que ya habían participado en el asedio de 1706. Estas milicias estaban formadas no solo por los habitantes de la población, sino por personal de la gobernación. A través de los cronistas borbónicos se sabe que entre los defensores había gente de La Marina, Oliva y Cocentaina y, seguramente, de muchos otros lugares. Miguel Purroi reclutó hombres entre los que se retiraban de Almansa y, finalmente, a la defensa de Játiva se unió el capitán valenciano Josep Marco con unos 400 «Micalet», o fusileros voluntarios valencianos y catalanes.

## El asedio

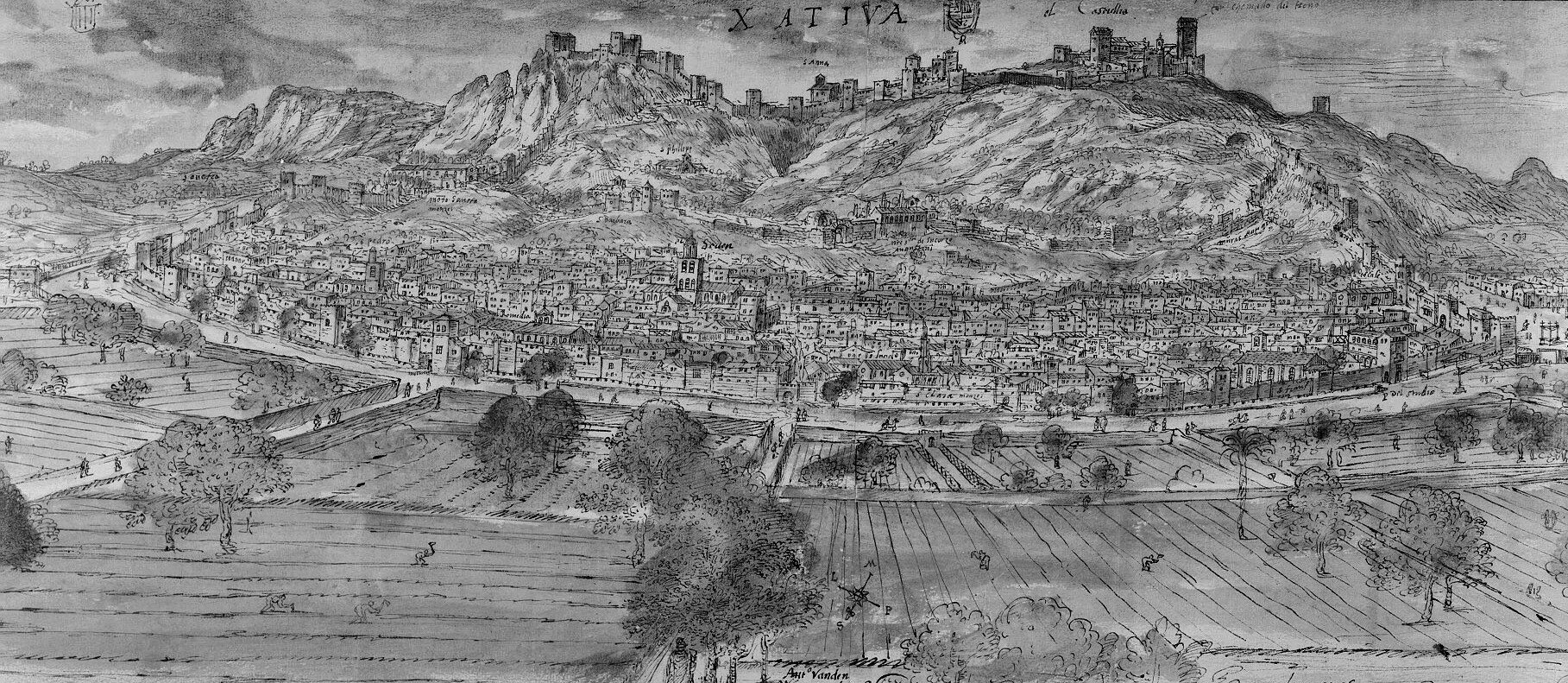
La ciudad de Játiva y sus fortificaciones

Se ha discutido cuando empezó exactamente el asedio. Uno de los testimonios más fiables, por ser uno de los más antiguos y borbónico, José Manuel Miñana, dice claramente en su libro De bello rustico Valentino (La guerra de los agricultores valencianos, La Haya, 1752), que el asedio comenzó el 3 de mayo, [1] fecha razonable teniendo en cuenta que entonces había pasado una semana de la batalla de Almansa y Játiva está solo a 50 km de esta población castellana. Según Miñana, D'Asfeld conminó en varias ocasiones a la rendición a la población y a las tropas que defendían la ciudad.
En vista de la reiterada negativa, D'Asfeld se vio obligado a instalar allí su campamento en la zona del Raval y en el barrio de Las Barreras que quedaban extramuros. Ordenó cavar fosas y formar montones de tierra en la zona frente a la muralla de poniente que sirvieran como parapeto. Allí colocó la artillería y empezó el bombardeo, pero viendo que este era insuficiente, no tuvo más remedio que enviar una expedición a Villena para que llevaran cañones de mayor calibre. Mientras esto ocurría, ordenó el ataque del Calvario Alto de Játiva, ya que este se encontraba extramuros en una colina muy cercano a la ciudad por la parte de levante y desde allí era fácil bombardear ésta y su castillo. El zaragozano Miguel Purroiya había previsto esta posibilidad y había apostado allí, en la ermita que coronaba el calvario, una guarnición. El ataque comandado por el joven Joan Martorell, un valenciano borbónico, se inició al amparo de la noche, pero la mayoría de la expedición, 17 hombres y el mismo Martorell, murieron en el intento. Este ataque se repitió al día siguiente y los borbónicos, a pesar de sufrir más bajas, llegaron hasta la ermita e intentaron incendiar las puertas de esta con petróleo, pero ante la intensa lluvia de balas —según Miñana— que caía sobre ellos, se retiraron de nuevo sin conseguir su objetivo. Finalmente llegaron el cañones de Villena y comenzó el bombardeo con mayor fuerza sobre las murallas de poniente, en la zona de la actual Plaza la Bassa. Estos disparaban granadas con piedra y pólvora y gracias a ello consiguieron perforar la muralla.

### El asalto a la ciudad

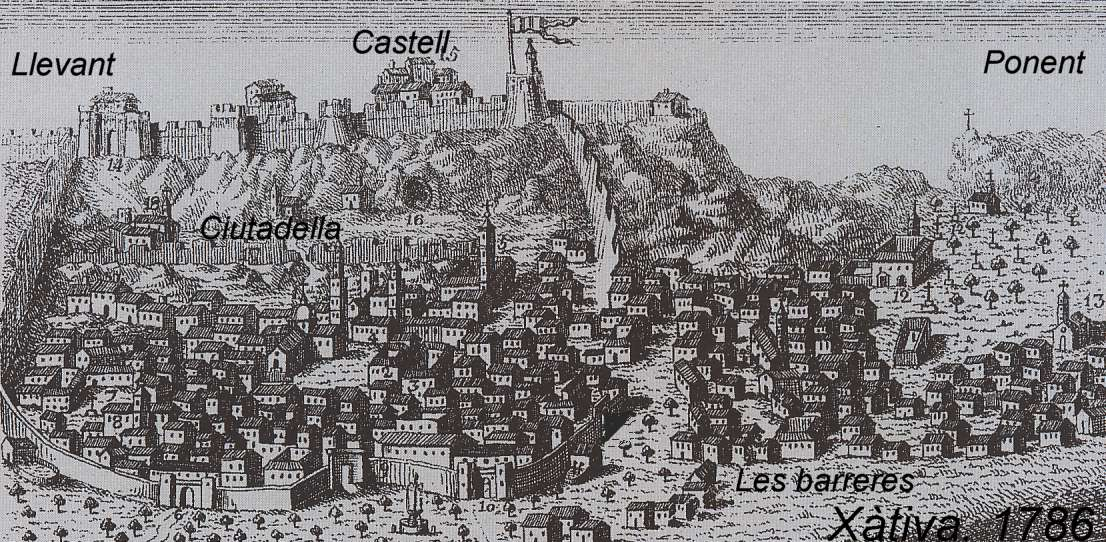
Algunas indicaciones sobre un grabado esquemático de Palomino en 1786

A pesar de la brecha abierta en la muralla, los borbónicos se encontraron con la segunda defensa que habían construido los setabenses con un nuevo muro y otro foso detrás de la muralla. Entonces François Bidal de Asfeld ordenó cañonear el almenado para obligar a los defensores a abandonar la primera muralla. Una vez lo consiguió, envió hombres arrastrándose entre las ruinas de la muralla para que observaran las posiciones setabenses y dirigir desde allí los cañones. Así consiguió batir con fuego sus enemigos para hacerlos retirarse y tener paso franco por la brecha.
Sin embargo, la resistencia seguía siendo tan fuerte que D'Asfeld se vio obligado a iniciar el asalto con los cañones delante, para ir abriendo el paso y derribar la nueva muralla y todas las barricadas que en la ciudad habían construido los setabenses y combatientes austracistas. Los borbónicos penetraron por el boquete abierto en la muralla donde recibieron gran cantidad de fuego. En este punto de la confrontación la cantidad de muertes debió ser muy grande, ya que según Miñana, las tropas francesas, para introducir la artillería en la ciudad, cubrieron el foso utilizando ruinas y cadáveres.
Una vez dentro y en vista de la sangría, D'Asfeld envió de nuevo emisarios para pactar una rendición, pero otra vez obtuvo un no por respuesta. Entonces, bastante irritado por la resistencia de los setabenses, dividió las tropas borbónicas en dos columnas, las cuales avanzaron por la ciudad con los cañones delante para bombardear a la resistencia que encontraron dentro. La primera columna la que dirigía el mismo D'Asfeld, avanzó desde la muralla de poniente hasta llegar a Santa Tecla y San Agustín y la segunda columna, comandada por José Antonio de Chavespor, por la calle de San Francisco. El objetivo de las tropas españolas de Chaves era cerrarle el paso a los defensores que se encontraban en los conventos de San Francisco. Los de San Francisco vieron la maniobra y se retiraron a la ciudadela. La columna francesa se encontró con fuerte resistencia en Santa Tecla por lo que empezó a cañonear el convento. Mientras tanto, la parte de los defensores de la muralla de poniente se habían retirado al convento de San Agustín y de allí a la ciudadela. Entonces, una parte del franceses avanzaron hasta San Agustín donde se habían refugiado 10 religiosos y 62 mujeres y niños. Los religiosos, que parece que eran borbónicos, salieron a darle la bienvenida a los borbónicos, pero en ese momento los austracistas abrieron fuego desde la ciudadela y causaron muchas bajas a los franceses. Estos mataron a los religiosos y entraron en templo asesinando a todos los que estaban. Mientras tanto, los franceses habían abierto una brecha en Santa Tecla, de forma que los defensores se retiraron también a la ciudadela. La columna castellana de Chaves también se encontró con resistencia en San Miguel donde las milicias de Oliva se hicieron fuertes. Dominada finalmente toda la ciudad, D'Asfeld puso cerco a la ciudadela.

### La ciudadela
La Ciudadela se correspondía con la antigua muralla de la ciudad y se encontraba en el paraje llamado hoy Bellveret . Allí se encontraban los defensores y gran parte del pueblo. Purroi ordenó obstruir las puertas de entrada. Al encontrarse esta defensa en una situación mucho más elevada que la ciudad, no era fácil atacar, por lo que D'Asfeld se limitó a ponerle cerco mientras sus tropas saqueaban la ciudad e iban matando a parte de los que encontraban ante la impotencia de los sitiados. Pasaron dos o tres días los sitiados, pero como no había suficiente comida y había que dormir al raso, se empezó a pedir la rendición. Purroi en principio se opuso y amenazó con colgar los partidarios de rendirse pero, finalmente, alrededor del 24 de mayo vio la imposibilidad de resistir y pactó con D'Asfeld una capitulación para los habitantes de la ciudad.
Las milicias de Játiva, y los Micalet valencianos y catalanes que comandaba José Marco junto con algunos nobles, mandos de la ciudad y Miguel Purroi se retiraron al castillo junto con la guarnición inglesa. Mientras tanto los habitantes, creyendo en la buena fe de los atacantes, volvieron a las casas con sus pertenencias más valiosas que se habían llevado consigo pero los soldados le las arrebatado por la fuerza.

### El castillo

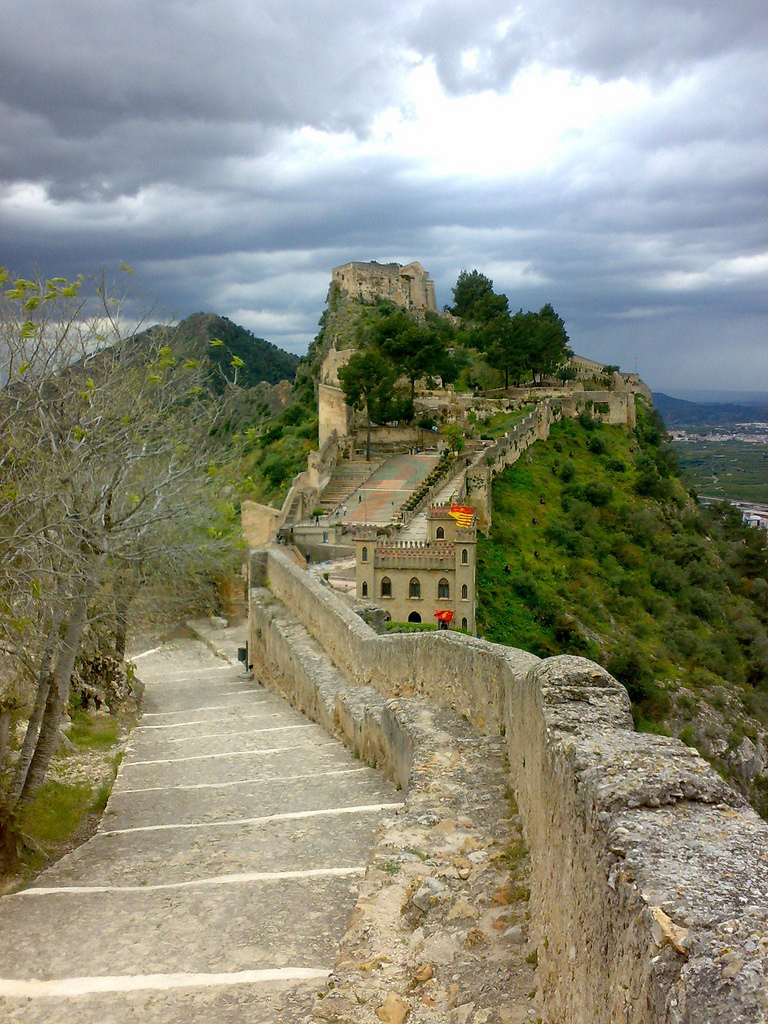
Castillo de Játiva

Al retirarse los defensores a la ciudadela, D'Asfeld tuvo vía libre para ocupar el monte donde estaba el Calvario Alto. Entonces, como el castillo, por su carácter elevado era de muy difícil acceso, D'Asfeld ordenó un bombardeo intenso desde esta posición. Este bombardeo duró unos dos o tres días, que según Miñana coincidieron con los que los maulets luchaban en la ciudadela. Parece, sin embargo, que el castillo si disponía de artillería, a diferencia de las murallas de la ciudad y que respondían al bombardeo. Pero los cañones de 24 que llevaban los franceses estaban ocasionando muchos destrozos, por lo que después de esos dos o tres días de bombardeo intenso, los ingleses pidieron una tregua de 22 días que D'Asfeld acepta. En realidad, los defensores estaban esperando refuerzos pero en vista de que estos no llegaban, el 6 de junio se pactó una capitulación, consistente en aceptar la salida de los ingleses, Purroi y algunos de los dirigentes maulets hacia Cataluña .

## La rendición y evacuación
La rendición se produjo por tanto el 6 de junio. D'Asfeld aceptó la capitulación que le proponían, pero José Marco, sus miquelets y unos 200 setabenses ya habían eludido el cerco la noche antes por la solana del castillo (la zona de Bixquert, opuesta a la ciudad). Por otra parte, junto con el Consejo de la ciudad y algunos nobles, otros maulets salieron disfrazados de soldados ingleses, aunque, posiblemente por delaciones, algunos fueron reconocidos y detenidos por los franceses cuando se producía la salida de la columna inglesa.

### Castigo ejemplar
Pese a lo que había dicho inicialmente, D'Asfeld ordenó "pasar a cuchillo a todos los que habían participado en la defensa de la ciudad. Según James Fitz-James en una carta: «Nunca se ha visto un empeño como la de Xàtiva, he ordenado a Asfeld que la destruya toda entera, para que sirva de ejemplo y que todos sus habitantes sean conducidos a La Mancha». Y en efecto, después de algunos días de purgas y saqueo, D'Asfeld reunió a la población a la ciudadela, donde se leyó una lista de unas 55 personas que por ser partidarias borbónicas fue perdonadas, mientras el resto de la población fue deportada en Castilla, deportación durante la que murió mucha más gente. Poco después, ya fuera D'Asfeld, llegó la orden de quemar la ciudad en la que Felipe V había dado el visto bueno después de los informes de Berwick y D'Asfeld. Esta orden fue ejecutada por el brigadier Chaves. Finalmente, Felipe V ordenó cambiar el nombre de la ciudad por el de San Felipe o Nueva Colonia de San Felipe. Por estos motivos se conserva el cuadro de Felipe V boca abajo en el Museo del Almudín de Xàtiva.
La columna del ejército borbónico comandada por François Bidal de Asfeld, tras tomar Játiva, se dirigió a Gandia y Alcoy .
Además de Játiva, otras ciudades que opusieron resistencia a los felipistas fueron quemadas también posteriormente tales como Villarreal, Ares del Maestre y Lérida.